# كرك (كورك وناريتش)
کرك (بالفارسية: کرک) هي قرية تقع في إيران في البلدة المركزية. يقدر عدد سكانها بـ 522 نسمة بحسب إحصاء 2016.